# Haejang-guk
Haejang-guk (해장국, 解 酲 -) o sopa de la ressaca fa referència a tota mena de guk o sopa menjada com a cura de la ressaca a la cuina coreana. Significa "sopa per perseguir una ressaca" i també es diu sulguk (Korean). Normalment consisteix en col xinesa seca, verdures i carn en un abundant brou de vedella. Un tipus de haejangguk, el Seonjiguk, inclou sang de bou congelada a rodanxes (similar al púding negre) i un altre tipus, el Sundaeguk inclou una mena de botifarra feta amb intestí farcit de sang de porc i altres ingredients.

## Història
Al Nogeoldae, un manual per aprendre xinès publicat a finals de la dinastia Goryeo (918-1392), el terme seongjutang (en xinès 醒酒湯) hi apareix. I significa "sopa per quedar-se sobri" i se suposa que és l'origen de la sopa haejangguk. Segons el registre, la sopa consta de carn tallada fina, fideus, ceba tendra i pols de cheoncho (en coreà 천초) en un brou. La composició és la mateixa que la recepta bàsica d'una haejangguk actual.
Tot i que la sopa haejangguk no s'esmenta en els llibres de cuina escrits durant el Joseon (1392–1910), es poden veure referències rellevants en pintures de gènere i documents del difunt Joseon. A la pintura de Shin Yun-bok (n. 1758) titulada Jumakdo (en coreà 주막도 "Pintura de la taverna"), una escena sobre haejangguk està ben representada. Un grup de nens rics ajaguts es reuneixen per menjar haejangguk mentre una jumo (una dona propietària d'un jumak) va amb una cullera bullint el calderó.
Aquest plat semblava ser menjat no només pels plebeus. Segons  Haedong jukji  (海东 竹枝), col·lecció de poesia escrita per Choe Yeong-nyeon (崔永 年 1856∼1935), haejangguk es coneix com a hyojonggaeng (曉鍾羹), que significa literalment una "sopa de la campana de l'alba" El llibre afirma que l'àrea de Namhansanseong és coneguda per fer bé la sopa. Els ingredients per a la sopa són les parts interiors de la col xinesa i kongnamul (brots de soja), bolets, galbi, cogombre de mar i orella. Es barregen amb el tojang (pasta de mongetes fermentades) i es cuinen a foc lent durant un dia. La sopa cuita es posa després en un hangari o vaixella de terra coberta amb un cotó i s'envia a Seül a la nit. Quan toca la campana de l'alba, la sopa s'entrega a una casa d'alts càrrecs. El hangari encara és calent i la sopa és molt bona per alleujar la ressaca. El registre suggereix que l'hyojonggaeng és el primer menjar per curar una ressaca després de finalitzar un banquet celebrat per jaesang o bé es va utilitzar com a suborn.

## Tipus

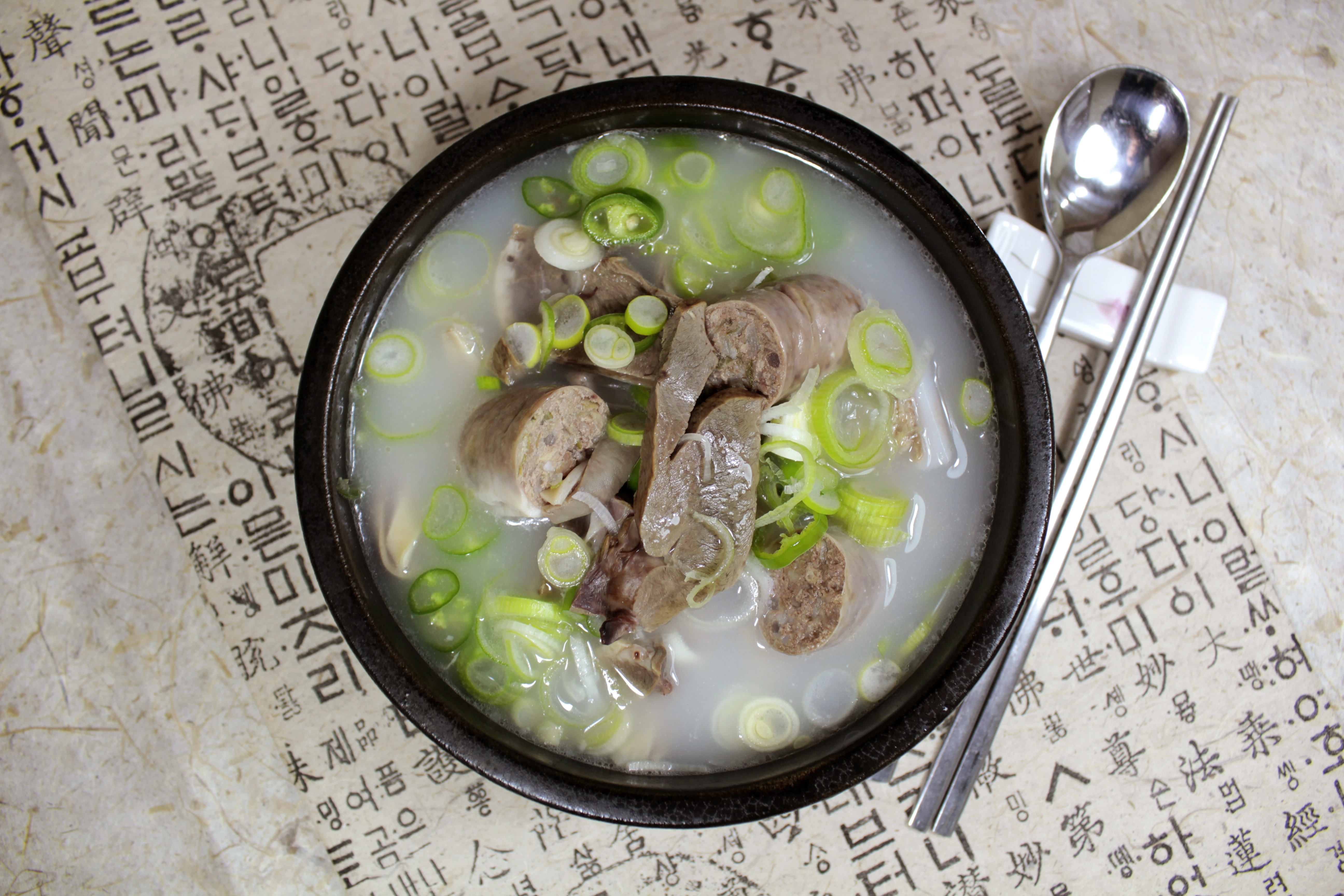
Haejangguk blanc (també conegut com Seolleongtang)

Hi ha diversos tipus de haejangguk segons la regió basats en ingredients i receptes que donen a cada varietat el seu propi gust característic. El Haejangguk de la regió de Seül és una mena de tojangguk (sopa de pasta de soja) feta amb kongnamul, rave, col xinesa, cebetes, sang de bou coagulada i tojang en un brou. El brou es prepara bullint a foc lent ossos de bou en una olla amb aigua durant hores. El barri de Cheongjin-dong és famós per l'estil de Seül haejangguk.
A la ciutat de Jeonju, la gent menja "kongnamaul gukbap" com a haejangguk. Una mica de kongnamul magre amb la longitud d'un dit índex es posa a escalfar en aigua amb una petita quantitat de sal diluïda. Juntament amb el kongnamul, l'arròs al vapor, el kimchi madur a rodanxes, les cebetes i els alls, el brou de vedella i una petita quantitat de canya es posen en un ttukbaegi (una olla petita de terra) a foc i s'hi aboca el brou de kongnamul. Quan els ingredients estan bullits, s'hi aboca un ou cru sobre la sopa. Un cop se serveix, s'afegeix una barreja de llavors de sèsam i sal, cebetes, all picat, pebrot i bitxo en pols, i saeujeot (gambes fermentades salades) al haejanguk, segons el gust del comensal. Es diu que, quan es menja haejangguk, si el comensal beu una tassa de moju (母 酒) feta bullint una barreja fermentada de makgeolli (un tipus de vi d'arròs), sucre i farina de blat, la combinació seria bona per alleujar-li la ressaca.
També hi ha haejangguk amb sopa freda. A la riba del mar de l'Est, especialment al comtat d'Uljin, es menja "ojingeo mulhoe guksu" (오징어 물회 국수) com a haejangguk. Els calamars a rodanxes fines com els fideus es barregen amb una salsa i s'hi aboca aigua freda juntament amb glaçons.
- Ugeojiguk (우거지 국): fet amb ugeoji (우거지, fulles externes de la col xinesa)
- Kongnamulguk (콩나물 국): fet amb kongnamul (brots de mongeta)
- Seonjiguk (선짓국): fet amb seonji (선지, sang de bou coagulada)
- Jaecheopguk (재첩 국): fet amb jaecheop (Corbicula fluminea) i buchu (Allium tuberosum)
- Gulgukbap (굴 국밥): fet amb ostra i buchu